# Vendsyssel Håndbold
Vendsyssel Håndbold var en håndboldklub, der spillede under Frederikshavn FIs licens. Klubben blev en realitet d. 11. maj 2011. Her startede klubben i 2. division. I 2. division spillede de sig allerede efter holdets første sæson på en 2. plads, hvilket gav adgang til opspillet til 1. division. Efter en placering som nummer 2 i de indledende opspilskampe missede de dog alligevel kvalifikationen efter nederlag i slutkampene mod Tarm-Foersum Håndbold. Alligevel rykkede Vendsyssel Håndbold op i 1. division i sæsonen 2012/2013, idet IF Stjernen trak sit 1. divisionshold. Tidligere landsholdsspiller Lars Rasmussen var cheftræner for holdet, hvor han er på kontrakt som udløber i sæson 2014/2015.
Efter Lars Rasmussens kontrakt udløb, har holdets trænere vekslet. Her har bl.a. Morten Arvidsson fået en sæson med spillerne, indtil dette samarbejde måtte stoppe inden sæsonens afslutning. Herefter kom Bo Østergård til Vendsyssel Håndbold for at være cheftræner de sidste tre kampe i sæson 16/17, hvor han fik hjælp af assistenttræner Henrik Thomsen. De sidste tre kampe ville vise sig at blive et drama, da der var tale om kampe, der gjaldt overlevelse i 1. division. På trods af sejre skulle denne overlevelse afgøres i playoff kampe i løbet af foråret 2017.
I sæsonen 2019/2020 indtog Vendsyssel hurtigt 1. pladsen i damernes 1. division, sæsonen blev dog afbrudt d. 11. marts 2020 pga. coronaviruspandemien. På dette tidspunkt manglede der 3 runder af turneringen, i sæsonen havde klubben spillet 19 kampe som resulterede i 17 sejre, 1 uafgjort og 1 tabt kamp. Den 7. april 2020 valgte Dansk Håndbold at turneringen ikke skulle spilles færdig og Vendsyssel Håndbold blev kåret som vindere af 1. division i sæsonen 2019/2020 og rykkede dermed op i Damehåndboldligaen.
I februar 2022 meddelte klubben, at man havde indgået konkursbegæring og dermed fritstillede alle spillerne fra deres kontrakter med øjeblikkelig virkning. Klubbens licens blev dermed overleveret til moderklubben Frederikshavn FI, som ligeledes blev tvangsnedrykket til 3. division i sæsonen 2022/23.

## Arena
- Navn: Drinx Arena
- By: Syvsten, Danmark
- Kapacitet: 600
- Adresse: Idræts Allé 3, 9930 Sæby